# 復蒙
復蒙（1779年—？），原名富萌，乡试榜名富猛，字宽夫，一字雷泉，号敦斋，富察氏，荆州驻防满洲镶红旗人。嘉庆丁卯举人，庚辰进士。
復蒙自幼随父在塞外，对青海白登之间的山川风土皆细察详记，著有《塞外记略》、《东行小钞》等。
《荆州府志》记载：“復蒙字雷泉，满洲镶红旗人，幼慧操筆為文，長老驚異。”

## 家庭及关联
- 曾祖尼雅漢
- 祖雅森泰；
- 父噶勒柱，熊岳副都统署理盛京将军，伊犁领队大臣；
- 胞兄富亮，福州副都统署理福州将军；
- 胞姐富察氏，道光壬辰举人、贵州贵筑县知县巴岳特氏恩彬之妻；
- 嫡妻伊尔根觉罗氏，继妻巴羽特氏；
- 子德循，道光己亥举人，福建大田县知县；
- 孫聯瑛，光绪己卯举人。